# Anton Babikov
Anton Igorevitsj Babikov (Russisch: Антон Игоревич Бабиков) (Oefa, 2 augustus 1991) is een Russische biatleet.

## Carrière
Babikov maakte zijn wereldbekerdebuut in januari 2015 in Ruhpolding. In december 2015 scoorde de Rus in Östersund zijn eerste wereldbekerpunten. Op de wereldkampioenschappen biatlon 2016 in Oslo eindigde hij als zestiende op de 15 kilometer massastart, als 21e op de 12,5 kilometer achtervolging en als 23e op de 10 kilometer sprint. Op de 4x6 kilometer estafette eindigde hij samen met Maksim Tsvetkov, Jevgeni Garanitsjev en Anton Sjipoelin op de zesde plaats. Op 4 december 2016 boekte Babikov in Östersund zijn eerste wereldbekerzege.

### Wereldkampioenschappen
| Jaar | Plaats | Resultaten                                                                            |
| ---- | ------ | ------------------------------------------------------------------------------------- |
| 2016 | Oslo   | 23e 10 km sprint 21e 12,5 km achtervolging 16e 15 km massastart 6e 4x7,5 km estafette |

### Wereldbeker
Eindklasseringen
| Seizoen   | Algemeen | Individueel | Sprint | Achtervolging | Massastart |
| --------- | -------- | ----------- | ------ | ------------- | ---------- |
| 2015/2016 | 48e      | 40e         | 61e    | 42e           | 39e        |
| 2016/2017 | 24e      | 62e         | 33e    | 22e           | 9e         |
| 2017/2018 | 25e      | 17e         | 22e    | 25e           | 22e        |

Wereldbekerzeges
| Nr.         | Datum            | Plaats          | Onderdeel           |
| Individueel | Individueel      | Individueel     | Individueel         |
| ----------- | ---------------- | --------------- | ------------------- |
| 1.          | 4 december 2016  | Östersund       | 10 km achtervolging |
| Estafettes  |                  |                 |                     |
| 1.          | 18 februari 2017 | Hochfilzen (WK) | 4x7,5 km estafette  |